# Viðey
Viðey (Videy) este o insulă situată în partea de sud-vest a Islandei, în fiordul Kollafjörður, nu departe de Rejkjavik, capitala statului. Are o suprafață de 1,7 km2  iar punctul său de altitudine maximă atinge 32 m. Nu are populație permanentă. Pe insulă există o biserică și o casă din secolul al XVIII-lea, la care se adaugă un turn ridicat de Yoko Ono, văduva cântărețului John Lennon.